# Herzsprung (Heiligengrabe)
Herzsprung ist ein Ortsteil der Gemeinde Heiligengrabe im Landkreis Ostprignitz-Ruppin in Brandenburg.

## Geographie

### Geographische Lage
Herzsprung liegt in der Prignitz etwa neun Kilometer südlich von Wittstock/Dosse.

### Nachbarortschaften
|                  | Christdorf         | Dossow        |
| Königsberg       | Nachbarortschaften | Fretzdorf     |
| Wüsten-Barenthin | Lellichow, Ganz    | Ernstenswille |

### Geologie
Der Eisschild der Weichsel-Kaltzeit schrammte östlich an der Prignitz vorbei. Lediglich der Südosten zählt zum Jungmoränengebiet. Die nördliche Hälfte nimmt die Herzsprunger Sandfläche ein. Der Sander entstand durch das Abschmelzen der Frankfurter Eisrandlage. Der Naturraum gehört von der Genese her zur Wittstock-Ruppiner Heide. Beide Landschaften trennt jedoch die Dosse-Niederung.

## Geschichte

### Herkunft des Ortsnamens

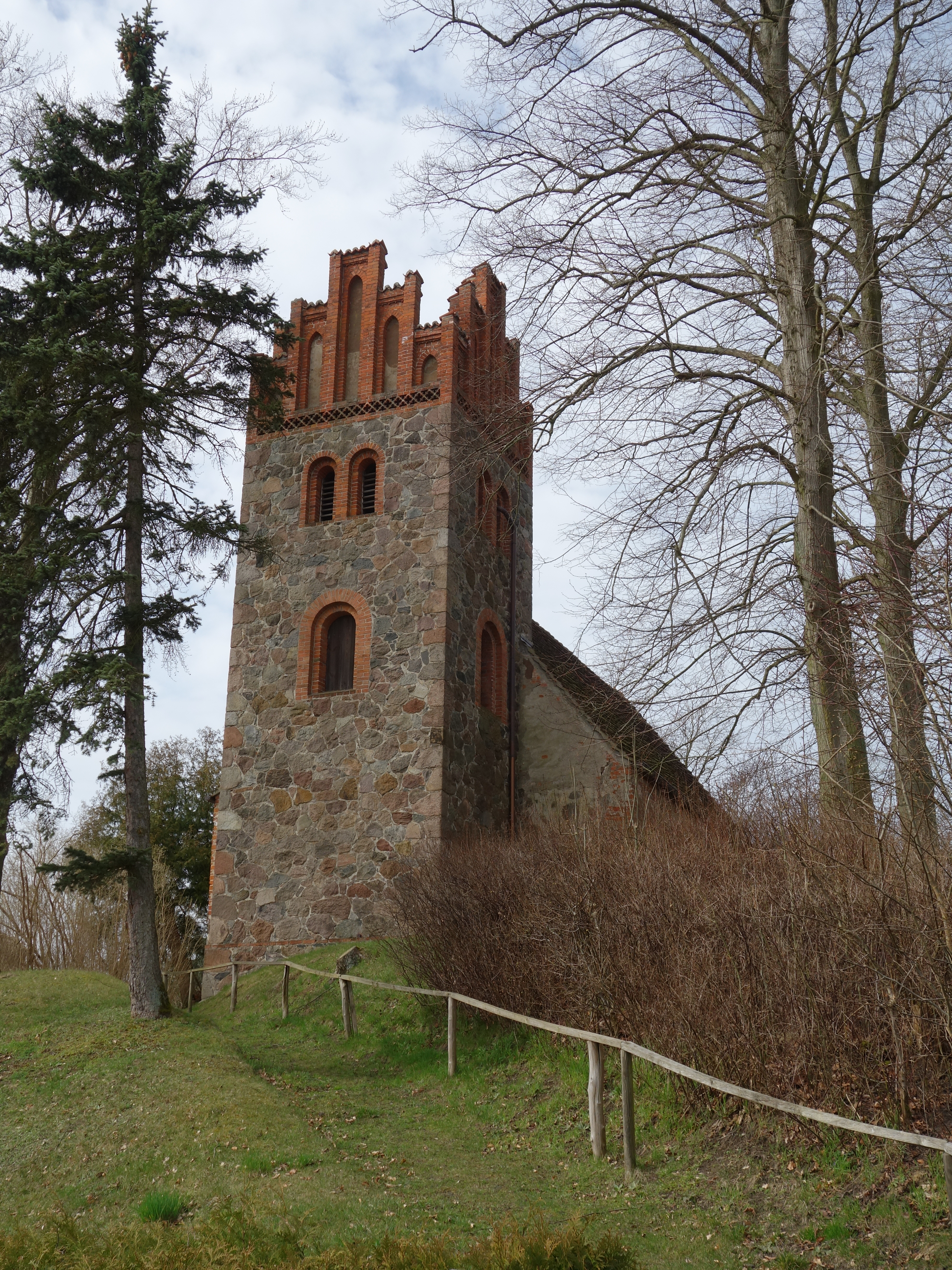
Dorfkirche Herzsprung (Heiligengrabe)

Den Ortsnamen leiten Sprachwissenschaftler von den mittelniederdeutschen Worten hert, herte ‚Hirsch‘ und sprink, sprunk ‚Quelle‘ ab. Zusammengesetzt bedeutet er ‚Hirschquelle‘.
Die Sage Herzsprung fand eine wortwörtliche Erklärung:

„Auf der Burg an der Dosse bei Fretzdorf weilte einst ein Ritter aus der Elbegegend bei seiner Braut. Eines Tages brachte ihm ein Knappe von daheim die Hiobsbotschaft, daß seine Burg von Feinden belagert werde. Eilig trat der Ritter die Rückreise an. Seine Braut begleitete ihn eine Strecke durch Wald und Feld bis zu einem Hügel an einem kleinen See. Hier schieden sie, und die Braut sah ihn lange nach.
Täglich lief sie nun hierher und hielt sehnsüchtig Ausschau über den See am Fuße des Hügels, bis ein Bote mit der Nachricht eintraf, der Ritter sei im Kampf gefallen. Dennoch ging sie weiterhin zum Hügel. Viele Stunden verbrachte sie dort, die Augen starr nach Westen gerichtet, wo sie den Geliebten zuletzt gesehen hatte. Immer blasser und schwächer wurde sie, und als sie einmal nicht auf die Burg zurückkehrte, fand man sie leblos im feuchten Gras, das Herz war ihr „gesprungen“.
Der Burgherr ließ hier eine Kapelle bauen und gab später den Leuten in dieser Gegend Land in Erbpacht. Im Laufe der Zeit vermehrte sich die Zahl der Bewohner. So entstand das Dorf Herzsprung und auf dem Hügel alsbald eine Kirche.
Oft wurde im Dorf erzählt, das Burgfräulein erschiene zu nächtlicher Stunde auf dem Kirchberg, um nach dem Ritter auszuschauen. Kein Mädchen ging bei Dunkelheit noch dorthin. Wie es hieß, habe die Braut des Ritters mit dem Schicksal gehadert und werde deshalb so lange auf dem Hügel umgehen, bis dort wieder einer jungen Frau vor Kummer das Herz gesprungen sei – erst dann werde sie ihre Ruhe finden.“

### Von der Bronzezeit bis zur Neuzeit

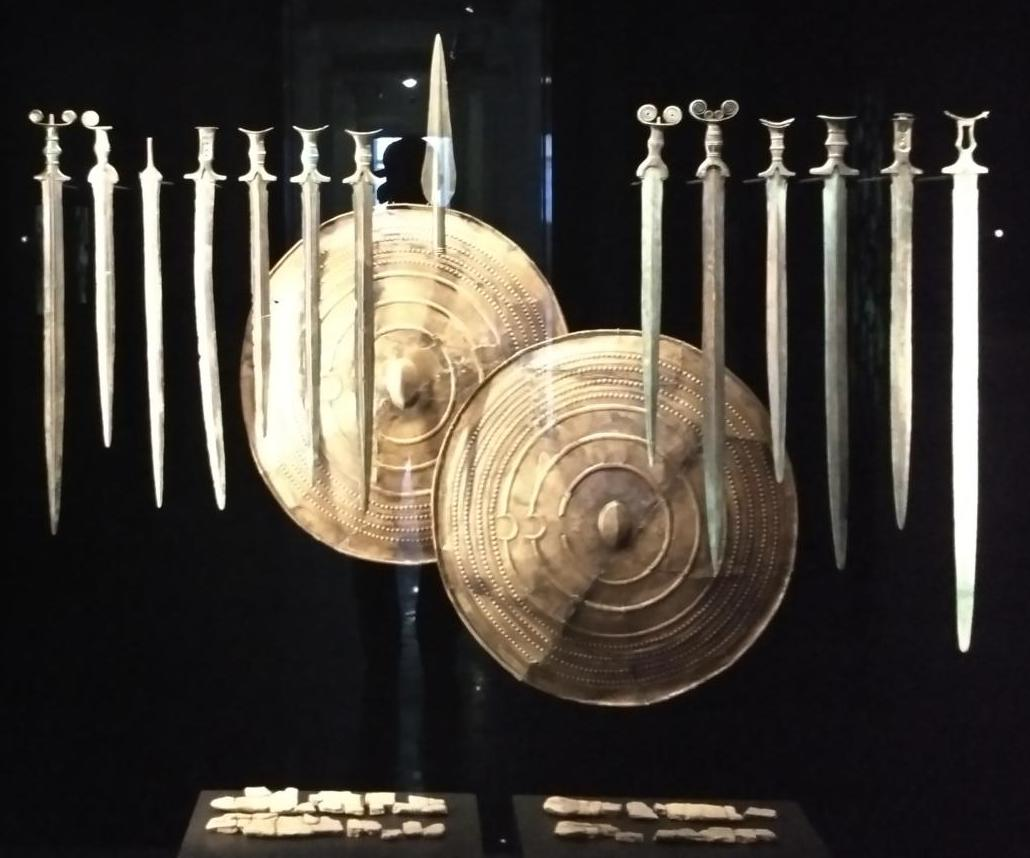
Die Bronzeschilde von Herzsprung (hier mit anderen Fundstücken)

Die zwei Bronzeschilde von Herzsprung entstanden während der Späten Bronzezeit. Im 8. Jahrhundert v. Chr. wurden sie in einem damaligen, 1 km östlich gelegenen Moor deponiert. Ihre Entdeckung im Jahr 1844 und anschließende Erforschung etablierte den Begriff Bronzeschild Typ Herzsprung.
Wahrscheinlich bestanden vom 8. bis 12. Jahrhundert knapp 2 km östlich eine alt- und jungslawische Siedlung. Darauf wiesen die Flurnamen im alten Dorf, Wöhrden und Dorfstätte hin.
Die erste urkundliche Erwähnung erfolgte 1339. Ludwig I., Markgraf von Brandenburg überließ pfandweise die Vogtei Fretzdorf mit Herzesprung Denen von Kröcher. Das Landbuch Kaiser Karls IV. von 1375 erfasste wenige prignitzsche Ortschaften, darunter die der o. g. markgräflichen Verwaltungseinheit. Herzsprung umfasste 341⁄2 oder 351⁄2 Hufen, wovon lediglich 13 bestellt wurden. Außer der Teilwüstung verwies die Halbierung der Hufenpacht auf die spätmittelalterliche Agrarkrise. Im Dorf lebten 5 Kossäten. Hebungen hielten der Landesherr, Thilo Krichlendorf und Krege.
Anno 1422 stahlen mecklenburgische Raubritter Vieh, Frauenkleidung und Schmuck, Geräte aus Kirche und Kirchhof. Zuvor und danach sahen Vogtei und Ortschaft mehrfach Belehnungen und Verpfändungen. Eine einschneidende Veränderung brachte das Jahr 1438. Aus dem Pfandbesitz des Grafen von Lindow-Ruppin kaufte Konrad von Lintorff, Bischof von Havelberg das Haus Fretzdorf samt Zubehör. Gleichzeitig vereignete Friedrich I., Kurfürst von Brandenburg ihm und dem Domkapitel Havelberg das Gebiet. Das bedeute einen Übergang der Landesherrschaft zum Hochstift Havelberg (nicht identisch mit Bistum Havelberg). Die Verwaltungszugehörigkeit zum bischöflichen Amt Wittstock unterbrachen wie zuvor Belehnungen. Ab 1489 erwarben die von Krüsicke langfristig mehr und mehr Anteile, bezogen hier 1513 ihren Wohnsitz. Mit der Einführung der Reformation gelangte Herzsprung Mitte des 16. Jahrhunderts, formell 1571 wieder zur Mark Brandenburg.
In der Monarchie Preußen und der SBZ lag Herzsprung im Landkreis Ostprignitz. Am 25. Juli 1952 wurde Herzsprung dem neu gebildeten Kreis Wittstock im Bezirk Potsdam zugeordnet. Nach der Wende lag die Gemeinde im Landkreis Wittstock in Brandenburg. Am 22. Mai 1992 schloss sich Herzsprung dem Amt Wittstock-Land an. Nach der Kreisreform in Brandenburg am 6. Dezember 1993 kam die Gemeinde zum neu gebildeten Landkreis Ostprignitz-Ruppin.
Am 31. Dezember 2004 wurde Herzsprung, das sich gerichtlich erfolgreich gegen eine Eingemeindung nach Wittstock/Dosse gewehrt hatte, nach Heiligengrabe eingemeindet.

### Einwohnerentwicklung
| Jahr | Einwohner |
| ---- | --------- |
| 1734 | 097       |
| 1772 | 133       |
| 1791 | 144       |
| 1801 | 161       |
| 1817 | 193       |
| 1837 | 258       |
| 1858 | 325       |
| 1871 | 314       |
| 1875 | 324       |
| 1890 | 330       |

| Jahr | Einwohner |
| ---- | --------- |
| 1895 | 315       |
| 1925 | 361       |
| 1933 | 319       |
| 1939 | 275       |
| 1946 | 440       |
| 1950 | 422       |
| 1964 | 319       |
| 1971 | 315       |
| 1981 | 316       |
| 1985 | 319       |

| Jahr | Einwohner |
| ---- | --------- |
| 1989 | 317       |
| 1990 | 326       |
| 1991 | 313       |
| 1992 | 319       |
| 1993 | 308       |
| 1994 | 308       |
| 1995 | 298       |
| 1996 | 300       |
| 1997 | 310       |
| 1998 | 307       |

| Jahr | Einwohner |
| ---- | --------- |
| 1999 | 306       |
| 2000 | 305       |
| 2001 | 308       |
| 2002 | 305       |
| 2006 | 281       |

Es gilt zumeist der Gebietsstand des jeweiligen Jahres, 1817 mit Möllendorfshof, 1858–1927 Gemeinde- plus Gutsbezirk, 1925 mit Abbau Königsberg.

## Sehenswürdigkeiten

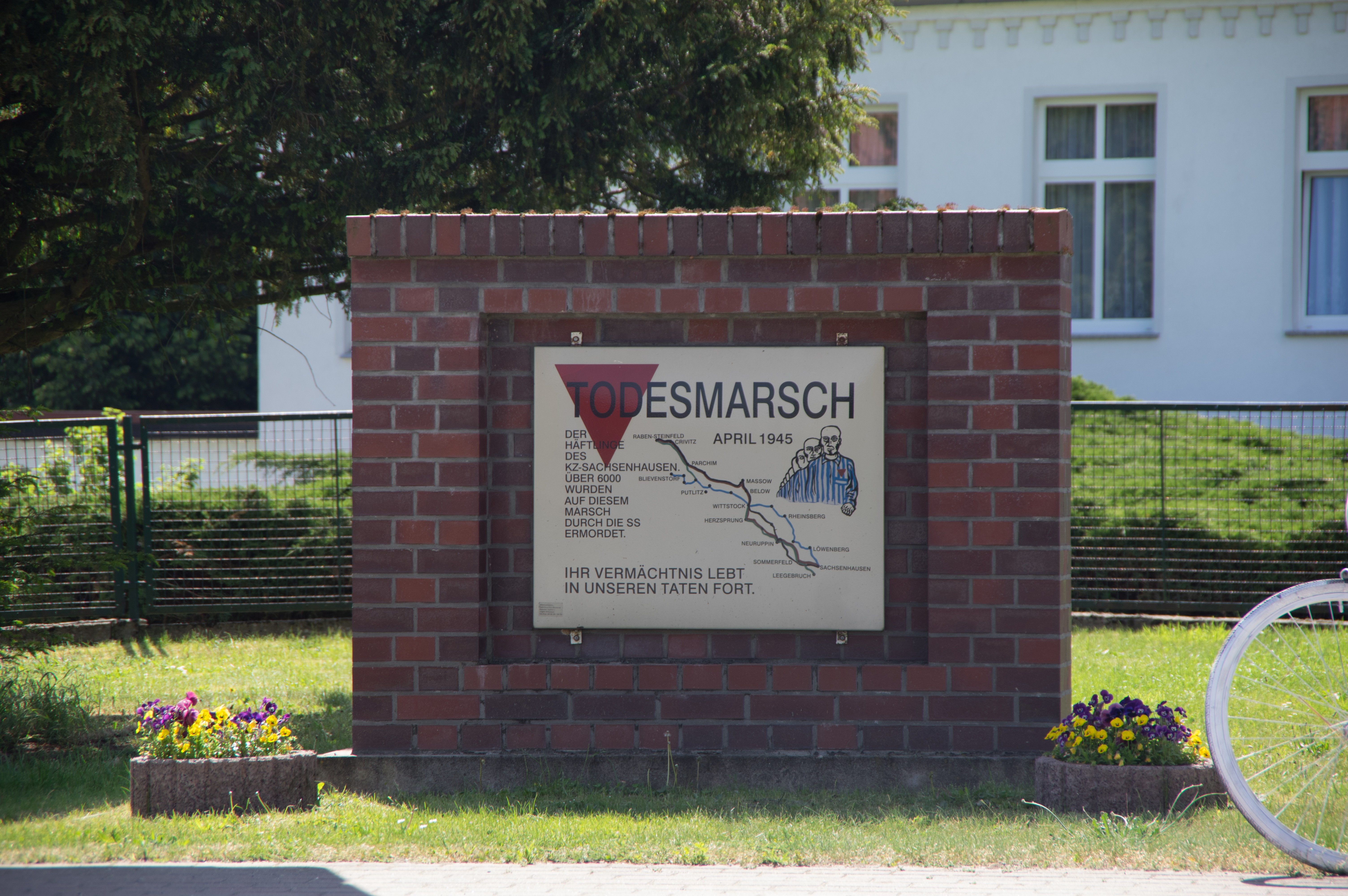
Gedenkstein für den Todesmarsch aus dem KZ Sachsenhausen

## Wirtschaft und Infrastruktur

### Unternehmen
Seit dem hochmittelalterlichen Landesausbau lebte Herzsprung von Ackerbau und Tierhaltung. Die Schriftquellen berichteten darüber in Form von Abgaben und Schadensklagen. Das Landbuch Kaiser Karls IV. von 1375 wies die drei üblichen Getreidegattungen Roggen, Gerste und Hafer aus. Beim Raubzug von 1422 wurden hier 18 Pflugpferde, 120 Ochsen und Kühe erbeutet. Die Protokolle der Kirchenvisitationen des 16. Jahrhunderts zeigten in der Ostprignitz ein größeres Flachsanbaugebiet. Der Schwerpunkt lag im breiten Streifen von westlich der Jäglitz bis zur Dosse. Das Gebiet bot gute, mittlere und sandige Böden. Die zahlreichen Flussläufe und Fließe begünstigten die Verarbeitung der Flachsfasern.
Das Hufenland wurde im Rahmen der Dreifelderwirtschaft meist in drei Gewanne eingeteilt. Die Feldflur Herzsprungs bestand aus einem Großfeld, anders als in der fruchtbaren Lenzer Wische kein Ausdruck guter Bodenqualität. Das Dorf fiel in die 4. Steuerklasse. Die erstmals 1523 genannte Wassermühle stand zwischen dem hiesigen und dem lellichower Feld. Die schlechte Bodengüte beeinträchtigte nach dem Dreißigjährigen Krieg (1618–1648) deren Wiederaufbau.

### Verkehr
Durch Herzsprung verlaufen die Landesstraßen 14 (Kyritz–Wittstock), 18 (nach Neuruppin) und 144 (nach Blumenthal). Die Bundesautobahn 24 mit der Anschlussstelle Herzsprung ist etwa vier Kilometer entfernt. An der Ausfahrt befindet sich der Autohof Herzsprung, der allerdings schon in der Gemarkung von Fretzdorf liegt.